# ود رملي
ود رملي  قرية سودانية تقع في ولاية الخرطوم تبعد حوالي 65 كم من مدينة الخرطوم، شمال الخرطوم بحري.

## المجموعات السكانية
تقطن ود رملي عدد من المجموعات السكانية أبرزها  الجموعية وجعليون والدناقلة والمحس والجميعاب وبها عدد من الحلل و الفرقان مثل الضنيناب والبريشاب والحمدنلاب والمحس والجعليين وحلة الحاج وحي السوق و حلة علي والنخيلة وود الرويجل. 

## الزراعة
تعتبر الزراع المهنة الرئيسية للسكان، وذلك لموقع القرية والتي تقع على ضفاف نهر النيل، وتشتهر بزراعة الحمضيات والفواكه، وزراعة البطاطس والبصل.